# Dan Wilson
Dan Wilson, né le 20 mai 1961 à Minneapolis, Minnesota, est un chanteur et guitariste américain.

## Biographie

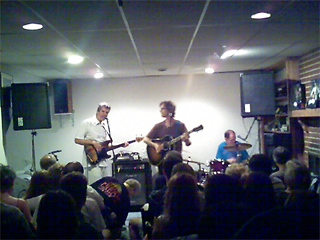
Semisonic en concert en juillet 2006, Dan Wilson est au centre.

Dan Wilson a commencé sa carrière artistique à la fin des années 1980 en officiant au chant dans un trio de rock issu de Minneapolis, Trip Shakespeare ; les deux autres membres étant Matt Wilson à la guitare et John Munson à la basse. Après quatre albums, le groupe se sépare mais Dan Wilson décide de former un second trio de rock alternatif avec John Munson. Tous deux fondent Semisonic en 1995 ; Jacob Slichter complète la formation et les rejoint à la batterie.
Dan Wilson est donc l'actuel voix lead et guitariste du groupe, dans lequel il officie depuis ses débuts en 1995. Il a écrit plusieurs de ses hits, notamment Chemistry, Secret Smile et Closing Time.
Il a par ailleurs coécrit plusieurs morceaux de l'album Taking the Long Way des Dixie Chicks et notamment la chanson Not Ready to Make Nice qui a valu au groupe un Grammy Award : « Chanson de l'année en 2006 » (« Song of the Year »).
Dan Wilson a également coécrit la chanson Someone Like You, avec la chanteuse britannique Adele.

## Discographie

### Trip Shakespeare
- 1986 : Applehead Man
- 1989 : Are You Shakespearienced?
- 1990 : Across the Universe
- 1991 : Lulu
- 1992 : Volt (EP)

### Semisonic
- 1995 : Pleasure (EP)
- 1996 : Great Divide
- 1998 : Feeling Strangely Fine
- 2001 : All About Chemistry
- 2003 : One Night at First Avenue
- 2014 : Love Without Fear

### En solo
- 1998 : Dan Wilson Live @ Bryant Lake Bowl
- 2001 : Dan Wilson Live @ the CCC
- 2007 : Free Life